# David Patton (baseball)
Pour les articles homonymes, voir David Patton et Patton.
David Christopher Patton, né le 18 mai 1984 à Seattle (Washington) aux États-Unis, est un joueur américain de baseball évoluant en Ligue majeure de baseball avec les Cubs de Chicago. Après la saison 2009, ce lanceur de relève compte 20 matchs joués pour une moyenne de points mérités de 6,83.

## Biographie
Étudiant au Green River Community College, David Patton est drafté en juin 2004 par les Rockies du Colorado. Encore joueur de Ligues mineures, il est transféré chez les Cubs de Chicago en 2009. Il débute en Ligue majeure le 8 avril 2009 sous les couleurs des Cubs.